# 신경망

순방향 인공 신경망을 단순화한 그림

신경망(神經網) 또는 뉴럴 네트워크(neural network)는 신경회로 또는 신경의 망(網)으로, 현대적 의미에서는 인공 뉴런이나 노드로 구성된 인공 신경망을 의미한다. 그러므로 신경망은 실제 생물학적 뉴런으로 구성된 생물학적 신경망이거나 인공지능(AI) 문제를 해결하기 위한 인공 신경망으로 구분할 수 있다. 생물학적 뉴런의 연결은 하중(무게)으로 모델링된다.

## 개요
생물학적 신경망은 화학적으로 연결되거나 기능적으로 연결된 뉴런들의 그룹으로 구성된다. 하나의 뉴런은 다른 수많은 뉴런들과 연결될 수 있으며 망 내의 뉴런과 연결점들의 모든 수는 광활하다. 연결, 즉 시냅스는 일반적으로 축삭에서 가지돌기, 수상돌기간 시냅스를 통해 구성되며 다른 연결 또한 가능하다.

## 같이 보기
- 인공신경망